# Algorytm faktoryzacji Shora
Kwantowy algorytm Shora – algorytm kwantowy umożliwiający rozkład na czynniki pierwsze liczby naturalnej N w czasie {\displaystyle \mathrm {O} ((\log N)^{3})} i wykorzystując pamięć {\displaystyle \mathrm {O} (\log N),} przy wykorzystaniu komputera kwantowego. Algorytm ten stanowi teoretyczne zagrożenie dla powszechnie używanego w internecie kryptosystemu RSA. Klucz publiczny w RSA jest iloczynem dwóch dużych liczb pierwszych. Możliwość efektywnego odtworzenia tych liczb na podstawie klucza publicznego pozwalałaby poznać klucz prywatny i tym samym złamać cały szyfr.
Jak większość algorytmów kwantowych, algorytm Shora jest algorytmem probabilistycznym: zwraca poprawną odpowiedź jedynie z pewnym prawdopodobieństwem. Ponieważ jednak odpowiedź może być szybko sprawdzona, powtarzanie algorytmu umożliwia uzyskanie poprawnej odpowiedzi w sposób efektywny z dowolnie dużym prawdopodobieństwem.
Algorytm ten opublikował Peter Shor w 1994 roku. W 2001 roku grupa informatyków z firmy IBM i Uniwersytetu Stanford zademonstrowała jego działanie na 7-kubitowym komputerze kwantowym opartym o jądrowy rezonans magnetyczny. Dokonano wtedy rozkładu liczby {\displaystyle 15\ =\ 3\cdot 5}. Faktoryzacji liczby {\displaystyle 21} dokonano w 2011 roku.

## Procedura realizacji
Na wejściu algorytmu dostajemy liczbę naturalną {\displaystyle N.} Naszym zadaniem jest znalezienie liczby {\displaystyle p} między {\displaystyle 1} a {\displaystyle N,} która dzieli {\displaystyle N} bez reszty.
Algorytm Shora składa się z dwóch części:
1. Sprowadzenia problemu faktoryzacji do problemu znajdowania rzędu elementu w grupie – realizowanego na klasycznym komputerze.
2. Znajdowania rzędu elementu za pomocą algorytmu kwantowego.

### Część klasyczna
1. Wylosować liczbę {\displaystyle a<N.}
2. Obliczyć {\displaystyle NWD(a,N)} – na przykład za pomocą algorytmu Euklidesa.
3. Jeśli {\displaystyle NWD(a,N)\neq 1,} to został znaleziony nietrywialny dzielnik {\displaystyle N} i można zakończyć część klasyczną.
4. W przeciwnym wypadku należy użyć podprocedury znajdującej {\displaystyle r,} które jest okresem następującej funkcji:
{\displaystyle f(x)=a^{x}{\pmod {N}},}
czyli znaleźć najmniejsze naturalne {\displaystyle r,} takie że {\displaystyle f(x+r)=f(x).}
5. Jeśli {\displaystyle r} jest nieparzyste, wrócić do punktu 1.
6. Jeśli {\displaystyle a^{r/2}\equiv -1{\pmod {N}},} wrócić do punktu 1.
7. Dzielnikiem {\displaystyle N} jest {\displaystyle NWD(a^{r/2}\pm 1,N).} Koniec algorytmu.

### Część kwantowa: Znajdowanie okresu funkcji

Obwód kwantowy algorytmu faktoryzacji Shora

1. Przygotować dwa rejestry kwantowe: wejściowy i wyjściowy, każdy z {\displaystyle \log _{2}N} kubitów, i zainicjować je na stan:
{\displaystyle N^{-1/2}\sum _{x}|x\rangle \,|0\rangle }
dla {\displaystyle x} od {\displaystyle 0} do {\displaystyle N-1.}
2. Skonstruować układ realizujący funkcję {\displaystyle f(x)} w postaci kwantowej i zaaplikować ją do powyższego stanu, otrzymując:
{\displaystyle N^{-1/2}\sum _{x}|x\rangle \,|f(x)\rangle }
3. Zaaplikować odwróconą kwantową transformatę Fouriera do rejestru wejściowego. Transformata ta jest zdefiniowana wzorem:
{\displaystyle U_{QFT}\left|x\right\rangle =N^{-1/2}\sum _{y}e^{-2\pi ixy/N}\left|y\right\rangle }
Efektem tej operacji będzie zatem stan:
{\displaystyle N^{-1}\sum _{x}\sum _{y}e^{-2\pi ixy/N}\left|y\right\rangle \left|f(x)\right\rangle }
4. Dokonać pomiaru, otrzymując {\displaystyle y} w rejestrze wejściowym i {\displaystyle f(x_{0})} w rejestrze wyjściowym.
Ponieważ {\displaystyle f} jest okresowa, prawdopodobieństwo uzyskania pary {\displaystyle y,f(x_{0})} wynosi:
{\displaystyle \left|N^{-1}\sum _{x:\,f(x)=f(x_{0})}e^{-2\pi ixy/N}\right|^{2}=N^{-2}\left|\sum _{b}e^{-2\pi i(x_{0}+rb)y/N}\right|^{2}}
Można obliczyć, że to prawdopodobieństwo jest tym większe, im wartość {\displaystyle yr/N} jest bliższa liczbie całkowitej.
5. Przekształcić {\displaystyle y/N} w nieskracalny ułamek i wziąć jego mianownik {\displaystyle r'} jako kandydata na {\displaystyle r.}
6. Sprawdzić czy {\displaystyle f(x)=f(x+r').} Jeśli tak, algorytm jest zakończony.
7. Jeśli nie, sprawdź innych kandydatów na {\displaystyle r,} przez użycie wartości blisko {\displaystyle y,} albo wielokrotności {\displaystyle r'.} Jeśli któryś z kandydatów działa, algorytm jest zakończony.
8. Jeśli nie udało się znaleźć dobrego {\displaystyle r,} wróć do punktu 1.

## Analiza algorytmu

### Część klasyczna
Liczby naturalne mniejsze od {\displaystyle N} i względnie pierwsze z {\displaystyle N} z mnożeniem modulo {\displaystyle N} tworzą grupę skończoną. Każdy element {\displaystyle a} należący do tej grupy ma więc jakiś skończony rząd {\displaystyle r} – najmniejszą liczbę dodatnią taką że:
{\displaystyle a^{r}\equiv 1{\pmod {N}}.}
Zatem {\displaystyle N|(a^{r}-1).} Jeśli potrafimy obliczyć {\displaystyle r} i jest ono parzyste, to:
{\displaystyle a^{r}-1=(a^{r/2}-1)(a^{r/2}+1)\equiv 0{\pmod {N}}}
{\displaystyle \Rightarrow N\ |(a^{r/2}-1)(a^{r/2}+1).}
Skoro {\displaystyle r} jest najmniejszą liczbą taką że {\displaystyle a^{r}\equiv 1,} to {\displaystyle N} nie może dzielić {\displaystyle (a^{r/2}-1).} Jeśli {\displaystyle N} nie dzieli również {\displaystyle (a^{r/2}+1),} to {\displaystyle N} musi mieć nietrywialny wspólny dzielnik z obiema liczbami: {\displaystyle (a^{r/2}-1)} i {\displaystyle (a^{r/2}+1).}
Otrzymujemy w ten sposób jakąś faktoryzację {\displaystyle N.} Jeśli {\displaystyle N} jest iloczynem dwóch liczb pierwszych, jest to jego jedyna faktoryzacja.

### Część kwantowa
Algorytm znajdowania okresu funkcji bazuje na zdolności komputera kwantowego do jednoczesnych obliczeń na wielu stanach. Obliczamy wartość funkcji jednocześnie dla wszystkich wartości {\displaystyle x,} uzyskując superpozycję wszystkich wartości.
Fizyka kwantowa nie umożliwia nam jednak bezpośredniego odczytania tych informacji. Każdy pomiar niszczy superpozycję, pozwalając nam odczytać tylko jedną z wartości. Zamiast odczytywać te wartości, dokonujemy transformacji Fouriera – która zamienia wartości funkcji na wartości jej okresów. Późniejszy odczyt daje z dużym prawdopodobieństwem wartość bliską jakiemuś okresowi funkcji.
Do wykonania kwantowego algorytmu niezbędna jest kwantowa implementacja trzech operacji:
1. Stworzenia superpozycji stanów.
Można tego łatwo dokonać aplikując bramki Hadamarda do wszystkich kubitów w rejestrze.
2. Funkcji {\displaystyle f} jako funkcji kwantowej.
Używany do tego jest algorytm szybkiego potęgowania, w wersji modulo {\displaystyle N.} Należy zauważyć, że ten krok jest najtrudniejszy w implementacji, i wymaga dodatkowych kubitów i największej ilości kwantowych bramek logicznych.
3. Odwrotnej kwantowej transformacji Fouriera.
Używając kontrolowanych bramek obrotu i bramek Hadamarda, Shor zaprojektował układ, który realizuje to przy użyciu {\displaystyle \mathrm {O} ((\log N)^{2})} bramek.

Po zastosowaniu tych przekształceń, pomiar stanu rejestru da przybliżoną wartość okresu {\displaystyle r.}
Przykładowo załóżmy dla uproszczenia, że istnieje takie {\displaystyle y,} że {\displaystyle yr/N} jest całkowite. Wtedy prawdopodobieństwo uzyskania dobrego {\displaystyle y} jest równe 1. Aby to pokazać, wystarczy zauważyć, że
{\displaystyle e^{-2\pi ibyr/N}=1}
dla dowolnego całkowitego {\displaystyle b.}
Zatem suma czynników dających wartość {\displaystyle y} będzie równa {\displaystyle N/r,} bo istnieje {\displaystyle N/r} różnych wartości {\displaystyle b} dających ten sam wykładnik. Prawdopodobieństwo każdego takiego {\displaystyle y} wynosi zatem {\displaystyle 1/r^{2}.} Istnieje {\displaystyle r} różnych {\displaystyle y} takich, że {\displaystyle yr/N} jest całkowite, oraz {\displaystyle r} różnych możliwych wartości {\displaystyle f(x_{0}).} W sumie prawdopodobieństwo uzyskania dobrego {\displaystyle r} wynosi zatem 1.

## Literatura
Oryginalna praca Shora:
Peter W. Shor. Polynomial-Time Algorithms for Prime Factorization and Discrete Logarithms on a Quantum Computer. „SIAM J.Sci.Statist.Comput. 26”. 26 (5), s. 1484–1509, 30 Aug 1995 (arxiv) | 1997 (SIAM). DOI: 10.1137/S0097539795293172. arXiv:quant-ph/9508027.
Podręcznik obliczeń kwantowych:
Quantum Computation and Quantum Information, Michael A. Nielsen, Isaac L. Chuang, Cambridge University Press, 2000